# Claudio Yacob
Claudio Ariel Yacob (Carcarañá, 18 de julho de 1987) é um ex-futebolista argentino que atuava como volante.

## Carreira
Nascido em Carcarañá, Yacob passou pelas categorias de base do Boca Juniors, mas formou-se no Racing e realizou sua estreia pela equipe em 2006. No total, disputou 148 partidas e marcou sete gols pelo clube argentino.
Em julho de 2012 chegou a negociar com o Botafogo, mas acabou acertando com o inglês West Bromwich Albion.

### Seleção Nacional
No ano de 2007, foi campeão da Copa do Mundo FIFA Sub-20 pela Seleção Argentina.

## Estatísticas
Atualizadas até 14 de abril de 2012

### Clubes
| Clube             | Temporada         | Campeonato nacional | Campeonato nacional | Copa nacional[a] | Copa nacional[a] | Competições continentais[b] | Competições continentais[b] | Outros torneios[c] | Outros torneios[c] | Total | Total |
| Clube             | Temporada         | Jogos               | Gols                | Jogos            | Gols             | Jogos                       | Gols                        | Jogos              | Gols               | Jogos | Gols  |
| ----------------- | ----------------- | ------------------- | ------------------- | ---------------- | ---------------- | --------------------------- | --------------------------- | ------------------ | ------------------ | ----- | ----- |
| 2012              | 0                 | 0                   | 0                   | 0                | 0                | 0                           | 0                           | 0                  | 0                  | 0     |       |
| Total             | 0                 | 0                   | 0                   | 0                | 0                | 0                           | 0                           | 0                  | 0                  | 0     |       |
| Total na carreira | Total na carreira | 0                   | 0                   | 0                | 0                | 0                           | 0                           | 0                  | 0                  | 0     | 0     |

- a. ^ Jogos da Copa do Brasil
- b. ^ Jogos da Copa Libertadores da América e da Copa Sul-Americana
- c. ^ Jogos amistosos

## Títulos
Seleção Argentina
- Copa do Mundo FIFA Sub-20: 2007